# Antióquida (filha de Antíoco III Magno)
Antióquida foi uma filha de Antíoco III Magno e esposa de Ariarates IV, rei da Capadócia.
Ariarates IV herdou o trono da Capadócia de seu pai Ariarates III quando era uma criança, e se casou com Antióquida, filha de Antíoco III Magno.
Antióquida não tinha escrúpulos, e, vendo que não tinha filhos com o rei, arrumou dois supostos filhos, Ariarates e Orofernes, apresentando-os como se fossem filhos do casal. Mais tarde, porém, Antióquida deixou de ser estéril e teve duas filhas e um filho (chamado de Mitrídates, o futuro rei Ariarates V). Ela contou a verdade sobre Ariarates e Orofernes para o rei e, para evitar problemas com a sucessão, estes foram enviados, respectivamente, a Roma e à Jônia.